# Staničići Žumberački
Staničići Žumberački su naseljeno mjesto u Republici Hrvatskoj u Zagrebačkoj županiji. 

## Zemljopis
Administrativno su u sastavu općine Krašić. Naselje se proteže na površini od 3,19 km².

## Stanovništvo
Prema popisu stanovništva iz 2001. godine u Staničićima Žumberačkim živi 13 stanovnika i to u 7 kućanstava. Gustoća naseljenosti iznosi 4,08 st./km².
| broj stanovnika | 68    |       |       |       |       | 138   | 136   | 137   | 97    | 99    | 99    | 62    | 43    | 24    | 13    | 2     |       |
|                 | 1857. | 1869. | 1880. | 1890. | 1900. | 1910. | 1921. | 1931. | 1948. | 1953. | 1961. | 1971. | 1981. | 1991. | 2001. | 2011. | 2021. |